# Winterswijk
Winterswijk este o comună și o localitate în provincia Gelderland, Țările de Jos. 

## Localități componente
Winterswijk, Meddo, Huppel, Henxel, Ratum, Brinkheurne, Kotten, Woold, Miste, Corle.